# Claire Curran
Claire Curran (Belfast, 10 maart 1978) is een voormalig tennisspeelster uit Noord-Ierland.
Zij begon op achtjarige leeftijd met tennis. Haar favoriete ondergrond is hardcourt. Zij speelt rechtshandig en heeft een enkelhandige backhand.
Curran debuteerde in 1992 op het ITF-dubbelspeltoernooi van Dublin (Ierland), samen met de Ierse Jane Conan.
Op de Fed Cup kwam zij eerst uit voor Ierland (1993–2003) en later voor Groot-Brittannië (2006 en 2007). Bij dit landenteamtoernooi voor vrouwen behaalde zij een winst/verlies-balans van 5–1 in het enkelspel, en van 15–6 in het dubbelspel.
Curran was voornamelijk een dubbelspeelster – in het dubbelspel won zij twaalf ITF-titels. Zij was actief in het internationale tennis van 1992 tot medio 2007. Haar hoogste notering op de WTA-ranglijst is de 89e plaats in het dubbelspel, die zij bereikte in januari 2006.
Nadat zij, wegens voortdurende problemen met haar heupgewrichten, gestopt was, is zij coach geworden van Anne Keothavong.

## Posities op deWTA-ranglijst
Positie per einde seizoen:
| jaartal | ranking enkelspel | ranking dubbelspel |
| ------- | ----------------- | ------------------ |
| 2001    | 1052              | 375                |
| 2002    | 1142              | 562                |
| 2003    | –                 | 244                |
| 2004    | –                 | 163                |
| 2005    | –                 | 107                |
| 2006    | –                 | 201                |
| 2007    | –                 | 410                |

## Palmares
| Legenda                |
| ---------------------- |
| Grandslamtoernooi      |
| Olympische Spelen      |
| Year-End Championships |
| Tier I                 |
| Tier II                |
| Tier III               |
| Tier IV & V            |

### WTA-finaleplaatsen vrouwendubbelspel
| nr.              | finaledatum | toernooi     | ondergrond | partner         | tegenstandsters                 | score    |         |
| ---------------- | ----------- | ------------ | ---------- | --------------- | ------------------------------- | -------- | ------- |
| Verloren finales |             |              |            |                 |                                 |          |         |
| 1.               | 2006-01-13  | WTA Canberra | hardcourt  | Līga Dekmeijere | Marta Domachowska Roberta Vinci | 6-7, 3-6 | details |

## Prestatietabel grandslamtoernooien
| Legenda | Legenda                          |
| ------- | -------------------------------- |
| g.t.    | geen toernooi gehouden           |
| l.c.    | lagere categorie                 |
| –       | niet deelgenomen                 |
| G       | uitgeschakeld in de groepsfase   |
| 1R      | uitgeschakeld in de eerste ronde |
| 2R      | uitgeschakeld in de tweede ronde |
| 3R      | uitgeschakeld in de derde ronde  |
| 4R      | uitgeschakeld in de vierde ronde |
| KF      | uitgeschakeld in de kwartfinale  |
| HF      | uitgeschakeld in de halve finale |
| F       | de finale verloren               |
| W       | het toernooi gewonnen            |
| w-v     | winst/verlies-balans             |

### Vrouwendubbelspel
| Toernooi        | 2000 |    | 2004 | 2005 | 2006 | 2007 |
| --------------- | ---- | -- | ---- | ---- | ---- | ---- |
| Australian Open | –    | –  | –    | –    | –    |      |
| Roland Garros   | –    | –  | –    | –    | –    |      |
| Wimbledon       | –    | 1R | 1R   | 1R   | 1R   |      |
| US Open         | 1R   | –  | –    | –    | –    |      |

### Gemengd dubbelspel
| Toernooi        | 2005 | 2006 | 2007 |
| --------------- | ---- | ---- | ---- |
| Australian Open | –    | –    | –    |
| Roland Garros   | –    | –    | –    |
| Wimbledon       | 1R   | 2R   | 2R   |
| US Open         | –    | –    | –    |